# Maidan Nezalezhnosti

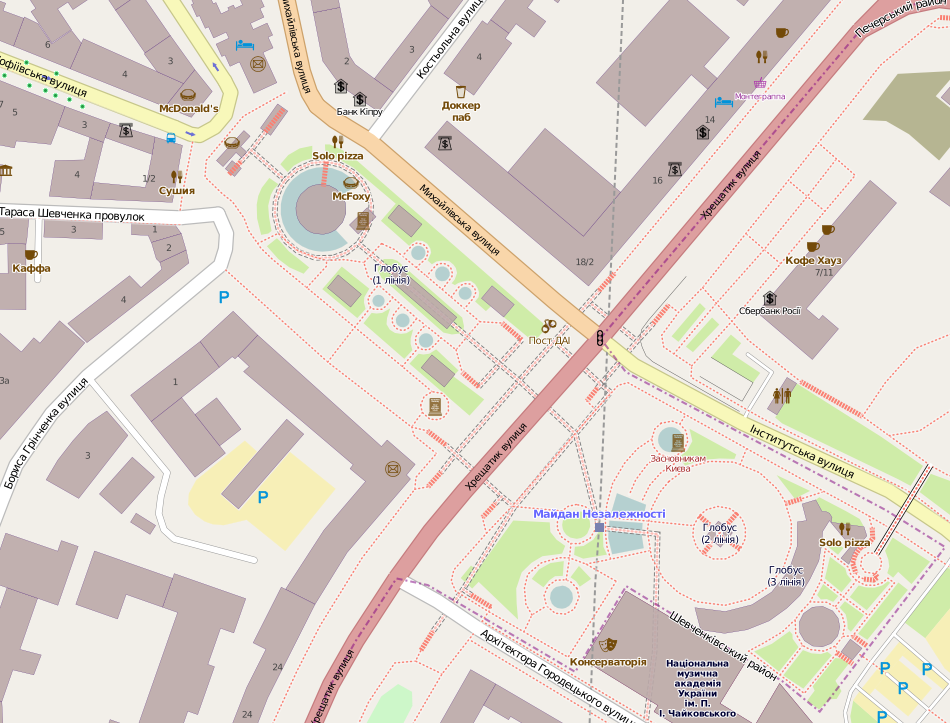
Bản đồ Maidan Nezalezhnosti.

Maidan Nezalezhnosti (tiếng Ukraina: Майдан Незалежності [mɐjˈdɑn nezɐˈlɛʒnosʲtʲi], có nghĩa: Quảng trường Độc lập) là quảng trường trung tâm của Kiev , thủ đô của Ukraina. Một trong những quảng trường chính của thành phố, nó nằm trên Khreshchatyk Street trong Shevchenko Raion. Quảng trường được biết đến dưới nhiều tên gọi khác nhau, nhưng thường được gọi là Maidan ("quảng trường").
Trong thế kỷ 19, quảng trường có các tòa nhà của hội đồng thành phố và hội đồng quý tộc.
Kể từ khi bắt đầu phong trào độc lập của Ukraine vào năm 1990, quảng trường đã là nơi truyền thống cho các cuộc biểu tình chính trị, bao gồm bốn chiến dịch phản kháng cấp tiến lớn: sinh viên năm 1990 "cách mạng trên đá hoa cương", năm 2001 "Ukraina không có Kuchma", năm cách mạng cam 2004 và Euromaidan 2013–14. Maidan cũng là một trang web thường xuyên cho các sự kiện và sự kiện phi chính trị.